# 매장금

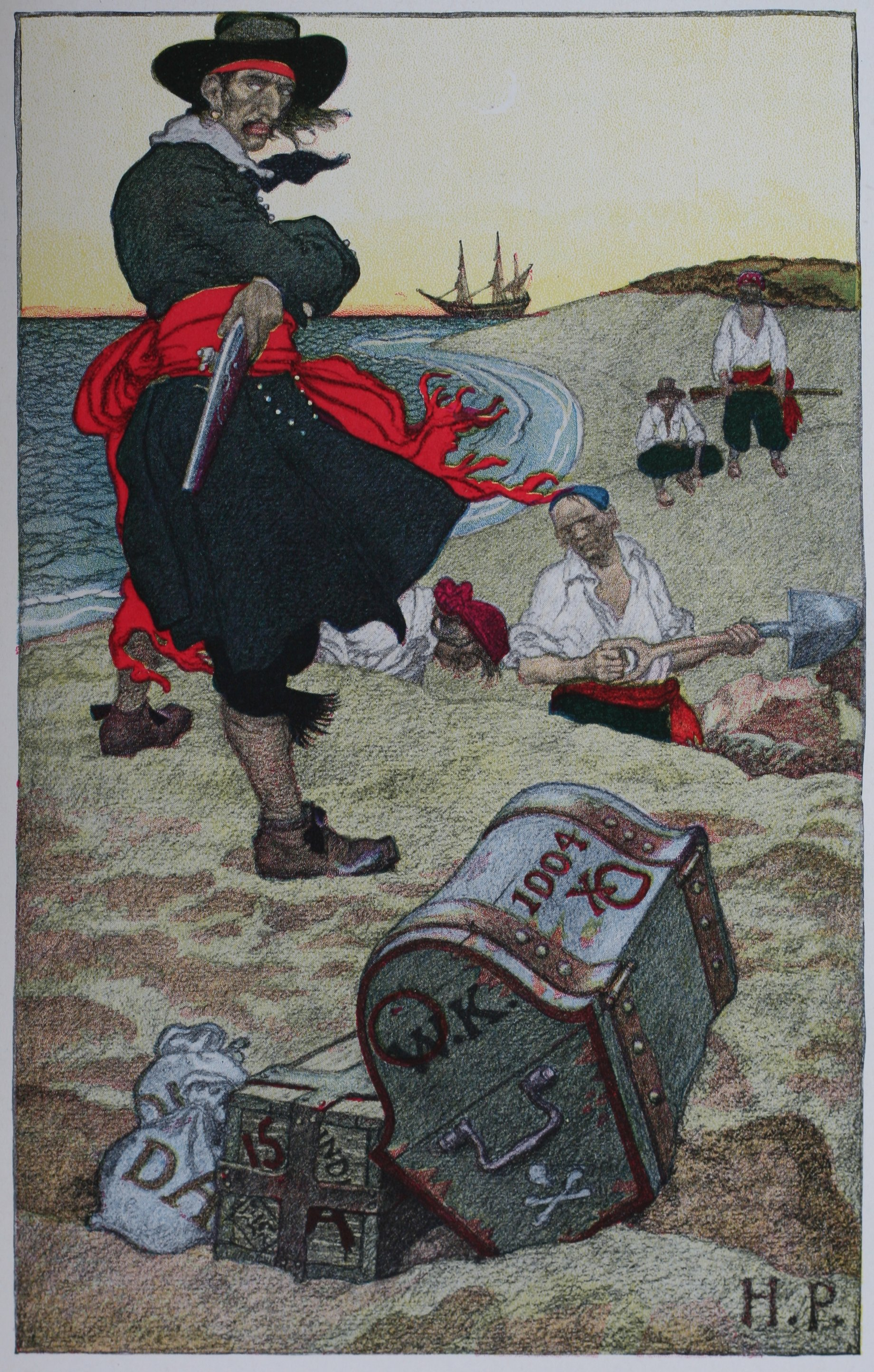

매장금(埋蔵金, buried treasure)은 해적이나 서부 개척 무법자들과 관련된 중요한 대중적 믿음이다. 통념에 따르면 범죄자들은 훔친 재물을 멀리 숨겼다가 나중에 되찾을 목적으로 어딘가 멀리 묻어놓곤 한다. 함께 동반되는 클리셰가 보물지도이다.

## 같이 보기
- 궤